# Dialecto tapiete
El tapiete es un dialecto del guaraní del sureste y del oriente boliviano, que a su vez es una variante del idioma guaraní utilizado por los tapietes. También es conocido con los nombres de: guarayo, guasurangue, guasurango, tirumbae, yanaigua, ñandeva o ñanagua.
Frecuentemente se encuentra en muchas publicaciones que la palabra tapiete es acentuada en forma aguda al denominar a este pueblo (tapieté), pero esto es un error por confusión con la acentuación aguda de otras variantes del idioma guaraní (como el paraguayo), ya que los tapietes y los chiriguanos han adoptado la acentuación grave para la mayoría de sus palabras.
En Paraguay es hablado por unas 2270 personas. En Argentina, es hablado por una comunidad de 100 habitantes de una aldea cercana a Tartagal, provincia de Salta. La mayoría de los hablantes también utiliza el guaraní paraguayo y el idioma español.
Desde la promulgación del decreto supremo N.º 25894 el 11 de septiembre de 2000 el tapiete es una de las lenguas indígenas oficiales de Bolivia, lo que fue incluido en la Constitución Política al ser promulgada el 7 de febrero de 2009.